# Zákon o guánových ostrovech
Guano Islands Act (Zákon o guánových ostrovech) je zákon, který přijal Kongres Spojených států amerických 18. srpna 1856. Zákon prohlásil guáno, z něhož se vyráběl střelný prach i umělá hnojiva, za strategickou surovinu, a vyzval americké občany, aby zabírali každý neobydlený ostrov s guánem, který dosud není ve vlastnictví žádného státu (země nikoho). Objeviteli byl přislíben podíl z výnosu těžby. Na základě tohoto zákona se staly americkým územím ostrovy Navassa, Bakerův ostrov, Palmyra (atol), Midway a Johnstonův atol, které dnes tvoří Menší odlehlé ostrovy Spojených států amerických. Další ostrovy Američané po vytěžení zásob opustili a předali je pod jurisdikci jiných zemí, jako Îles du Connétable, Kiritimati, Canton a Enderbury, Bajo Nuevo a další.